# Famille Vassiltchikov
La famille Vassiltchikov (en russe : Васильчиков, au féminin : Vassiltchikova) est une famille de la noblesse princière russe.

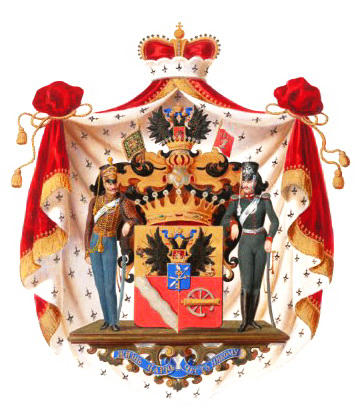
Armes de la famille.

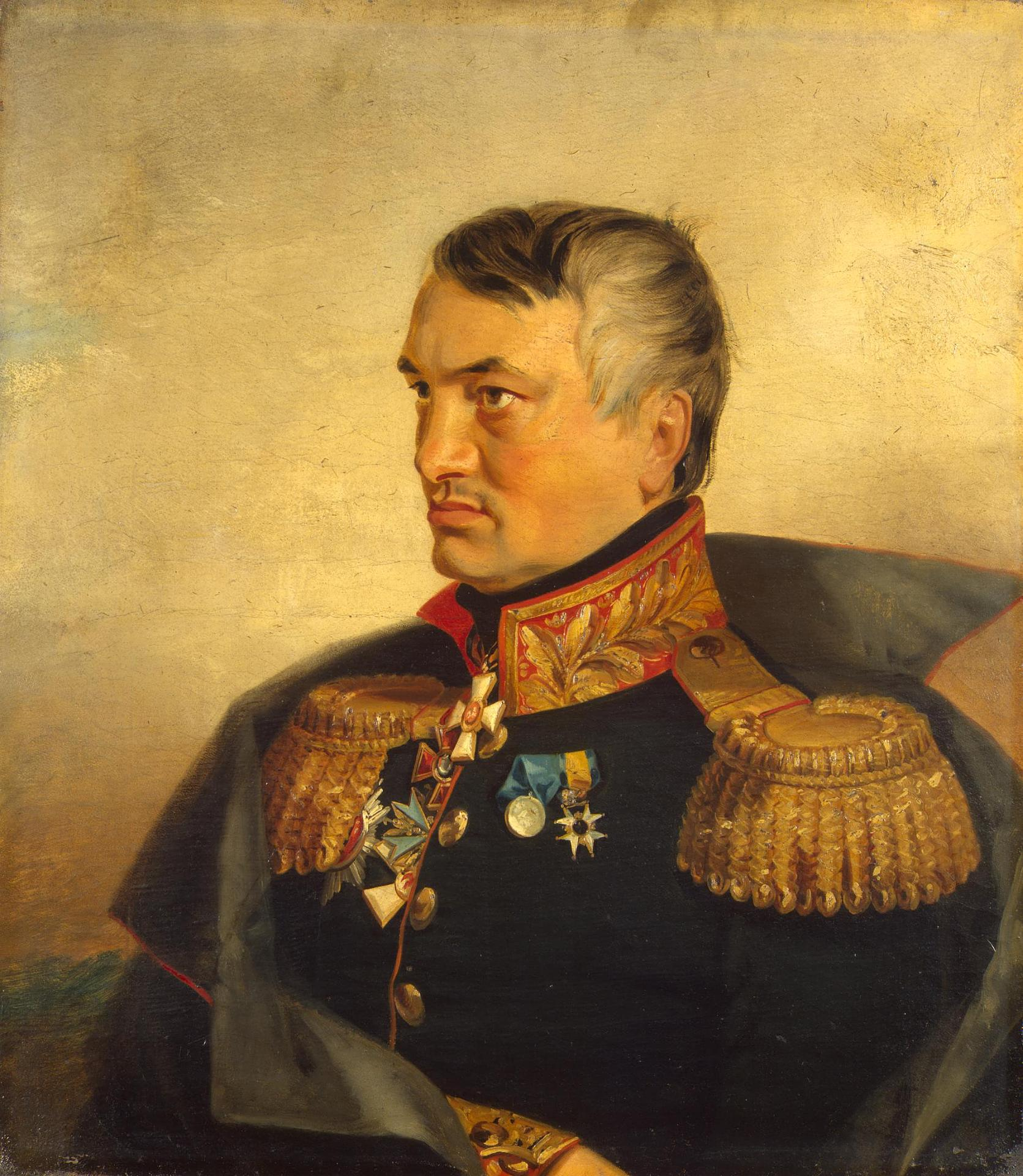
Le major-général Nikolaï Vassilievitch Vassiltchikov

## Personnalités
- Alexandre Semionovitch Vassiltchikov, (1746-1803/1813), favori de Catherine II de Russie (1772-1774)
- Alexandre Ivanovitch Vassilchikov, il épousa Iekaterina Ivanovna, née Grikova;
- Nikolaï Alexandrovitch Vassiltchikov : (1799-1864), décembriste, il fut emprisonné dans la forteresse Pierre-et-Paul de Saint-Pétersbourg. En service dans un régiment de lanciers, il prit part à la guerre russo-persane de 1826-1828 et à la guerre russo-turque de 1828-1829. Grâce à l'intercession du comte von Benckendorff, sa faute lui fut pardonnée le 9 mai 1839. Fils du précédent;
- Boris Alexandrovitch Vassiltchikov (1860-1931), ministre de l'Agriculture de 1906 à 1908.

## Princes de la famille Vassiltchikov

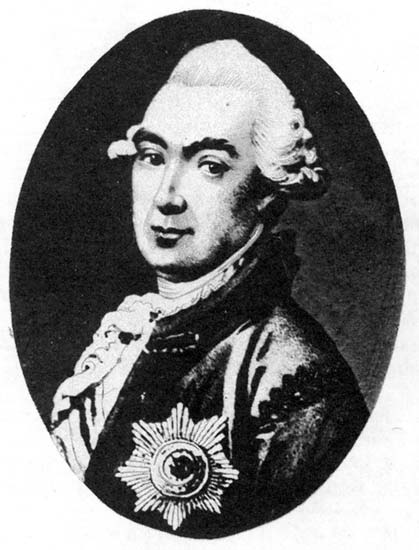
Alexandre Semionovitch Vassiltchikov, l'un des favoris de Catherine II de Russie.

- Nikolaï Vassilievitch Vassiltchikov : (1781-1849), chef militaire, major-général.
- Dmitri Vassilievitch Vassiltchikov : (1778-1859), chef militaire, général de cavalerie, frère du précédent.
- Ilarion Vassilievitch Vassiltchikov : (1776-1847), homme d'État, chef militaire, il prit part à la guerre patriotique de 1812, président du Comité des ministres de l'Empire russe, président du Conseil d'État de la Russie impériale. Frère du précédent.
- Alexandre Ilarionovitch Vassiltchikov : (1818-1881), homme d'État, fils du précédent.
- Viktor Ilarionovitch Vassiltchikov : (1820-1878), général russe, il prit part à la guerre de Crimée, frère du précédent.
- Sergueï Ilarionovitch Vassiltchikov : (1849-1926), prince russe.
- Ilarion Sergueïevitch Vassiltchikov : (1881-1969), prince russe, membre de la Douma d'Empire sous le règne de Nicolas II, ami proche du Premier ministre du dernier tsar de Russie, Piotr Stolypine. Fils du précédent.
- Georges Hilarionovitch Vassiltchikov (1919-2008). Fils du précédent.
- Alexandre Georgevitch Vassiltchikov (1966). Fils du précédent.

## Princesses Vassiltchikova
- Tatiana Ilarionovna Vassiltchikova (1915-2006), mémorialiste russe naturalisée allemande, sœur de la suivante, et épouse du prince allemand Paul de Metternich-Winneburg (1917-1992).
- Maria Illarionovna Vassiltchikova : (1916-1978), mémorialiste russe dite « Missie », auteur d'un Journal d'une jeune fille russe à Berlin, 1940-1945, fille du prince Ilarion Sergueïevitch Vassiltchikov.

## Anciens domaines de la famille
- Domaine de Vybiti
- Manoir de Volychovo